# Lijst van rijksmonumenten in Maarheeze
De plaats Maarheeze telt 9 inschrijvingen in het rijksmonumentenregister. Hieronder een overzicht.
| Object                                                           | Oorspronkelijke functie? | Bouwjaar                                     | Architect        | Locatie                               | Coördinaten?                  | Nr.?   | Afbeelding           |
| ---------------------------------------------------------------- | ------------------------ | -------------------------------------------- | ---------------- | ------------------------------------- | ----------------------------- | ------ | -------------------- |
| Huis waarvan de voorgevel een top met uitgezwenkte trappen heeft | Woonhuis                 | 1779                                         |                  | Kerkstraat 5                          | 51° 18' 34" NB, 5° 36' 27" OL | 26324  | Meer afbeeldingen    |
| R.K. Pastorie                                                    | Kerkelijke dienstwoning  | 1821                                         |                  | Kerkstraat 20                         | 51° 18' 30" NB, 5° 36' 25" OL | 26325  | Meer afbeeldingen    |
| Hardstenen grenspaal                                             | Grensafbakening          |                                              |                  | Hardstenen Grenspaal op de Molenheide | 51° 18' 28" NB, 5° 35' 27" OL | 26327  | Hardstenen grenspaal |
| Hardstenen grenspaal                                             | Grensafbakening          |                                              |                  | Panweg bij 12                         | 51° 19' 26" NB, 5° 38' 18" OL | 26328  | Upload foto          |
| Hardstenen grenspaal                                             | Grensafbakening          |                                              |                  |                                       | 51° 19' 32" NB, 5° 37' 48" OL | 26329  | Upload foto          |
| Terrein waarin resten van een kasteelfundering                   | Archeologisch monument   | Middeleeuwen                                 |                  |                                       | 51° 18' 14" NB, 5° 35' 31" OL | 45738  | Upload foto          |
| School met onderwijzerswoning                                    | Onderwijs en wetenschap  | 1881-1882 (onderwijzerswoning) 1926 (school) |                  | De Hoge Weg 1                         | 51° 18' 30" NB, 5° 36' 26" OL | 518890 | Upload foto          |
| Heilige Gertrudis                                                | Kerk en kerkonderdeel    | 1909-1910                                    | Lambert de Vries | Kerkstraat 22                         | 51° 18' 30" NB, 5° 36' 24" OL | 518891 | Meer afbeeldingen    |
| Woonhuis                                                         | Woonhuis                 | ca. 1881                                     |                  | Kerkstraat 9                          | 51° 18' 32" NB, 5° 36' 25" OL | 518892 | Meer afbeeldingen    |